# دوني برنارد
دوني جاري بارنارد (من مواليد 1 يوليو 1984) هو لاعب كرة قدم محترف يلعب لهارلو تاون.